# McRae Williams
McRae Williams (* 23. Oktober 1990 in Park City) ist ein ehemaliger US-amerikanischer Freestyle-Skier. Er startete in den Disziplinen Slopestyle und Big Air.

## Werdegang
Williams nimmt seit 2009 an Wettbewerben der AFP World Tour teil. Sein Weltcupdebüt hatte er zu Beginn der Saison 2012/13 in Ushuaia, welches er auf dem achten Platz im Slopestyle beendete. Bei den Winter-X-Games 2013 in Aspen belegte er den 12. Rang im Slopestyle. Im Februar 2013 erreichte er mit dem dritten Rang im Slopestyle bei den Austrian Freeski Open in Kaprun seine erste Podestplatzierung. Im folgenden Monat gewann er bei den Winter-X-Games-Europe in Tignes die Goldmedaille im Slopestyle und siegte beim Total Fight in Canillo. Die Saison beendete er auf dem siebten Platz in der AFP World Tour Slopestylewertung. In der Saison 2013/14 siegte er bei der SFR Freestyle Tour in Vars und beim Total Fight in Canillo. Bei den Winter-X-Games 2014 in Aspen holte er die Silbermedaille im Slopestyle. Im März 2014 wurde er bei der SFR Freestyle Tour in La Clusaz Dritter und erreichte zum Saisonende den vierten Platz in der AFP World Tour Slopestylewertung. In der folgenden Saison errang er bei der SFR Freestyle Tour in Vars den dritten Platz und siegte in La Clusaz. Bei den Winter-X-Games 2015 in Aspen wurde er Zehnter im Slopestyle. Im Februar 2015 belegte er beim US Grand Prix und Weltcup in Park City den zweiten Rang im Slopestyle. Bei den AFP World Tour Finals in Whistler kam er auf den fünften Platz im Big Air und auf den zweiten Platz im Slopestyle. Zu Saisonende belegte er den vierten Platz im Slopestyle-Weltcup und den ersten Platz in der AFP World Tour Slopestylewertung. In der Saison 2015/16 kam er bei fünf Weltcupteilnahmen, viermal unter die ersten Zehn. Im Januar 2016 wurde er bei den Winter-X-Games in Aspen Siebter im Slopestyle und errang beim US Grand Prix und Weltcup in Mammoth den zweiten Rang im Slopestyle. Zum Saisonende belegte er den 13. Platz im Gesamtweltcup und den dritten Rang im Slopestyle-Weltcup. In der Saison 2016/17 holte er im Slopestyle in Font Romeu seinen ersten Weltcupsieg und gewann bei den Winter-X-Games 2017 in Aspen die Silbermedaille im Slopestyle. Im März 2017 wurde er bei den Freestyle-Skiing-Weltmeisterschaften 2017 in Sierra Nevada Weltmeister im Slopestyle. Außerdem errang er im selben Monat bei den X-Games Norway 2017 in Hafjell den vierten Platz im Slopestyle und beim Weltcup in Silvaplana den zweiten Platz im Slopestyle. Zum Saisonende belegte er im Slopestyle den zweiten Platz beim Grandvalira Total Fight und beendete die Saison auf dem 35. Platz im Gesamtweltcup und auf dem ersten Rang im Slopestyle-Weltcup.